# The Claypool Lennon Delirium
The Claypool Lennon Delirium (англ. делириум Клейпула и Леннона, от лат. delirium — безумие, бред) — совместный проект американского музыканта Шона Леннона и басиста Леса Клейпула, созданный в 2015 году.

## Знакомство музыкантов
Лес Клейпул, входящий в число лучших басистов мира, является основателем и бессменным фронтменом альтернативной группы Primus. Шон Леннон, сын Джона Леннона и Йоко Оно, сотрудничал с рядом популярных коллективов, включая японскую группу Cibo Matto, дуэт с барабанщиком Deerhoof Грегом Сонье, совместную работу с британской группой Moonlandingz. В 2015 году психоделический проект Леннона The Ghost of a Saber Tooth Tiger выступал на разогреве у Primus, что привело к знакомству Клейпула и Леннона. Ещё во время гастролей музыканты джемовали за кулисами, а после их окончания Леннон переехал в Нью-Йорк и остановился в гостевом доме Клейпула. Личное знакомство переросло в музыкальное сотрудничество, тем более что музыканты Primus в это время находились в творческом отпуске.
Позднее Леннон и Клейпул лестно отзывались друг о друге. Так, Клейпул был впечатлён гитарной техникой Леннона, а также отмечал, что Шон унаследовал не только музыкальную чувственность отца, но и абстрактное мышление матери, что стало довольно редким и ценным сочетанием. В свою очередь, Леннон, как и многие музыканты его поколения, увлекался творчеством Primus и был необычайно взволнован возможностью ближе познакомиться с музыкантом калибра Леса Клейпула.

## Совместная работа
Первой выпущенной записью дуэта стала псих-поп сюита «Cricket and the Genie», вышедшая в начале 2016 года. Большинство инструментальных партий и вокал были исполнены Ленноном, в то время как Клейпул взял на себя басовую партию и бэк-вокал.
В 2016 году музыканты закончили работу в студии в Нью-Йорке и выпустили дебютный альбом «Monolith of Phobos». Результат работы состоит из 11 композиций в стиле психоделического рока и раннего прог-рока.
Открывает альбом одноимённое вступление, за которым следует двухчастная сюита «Cricket and The Genie», создающая тревожную атмосферу, сходную с почитаемой хиппи «Алисой в стране чудес». Клейпул играет в жёстком фанковом стиле, в то время как Леннон отвечает за мелодизм композиций. Следующий трек альбома «Boomerang Baby» входит в число немногих потенциальных хитов, имеющихся на пластинке. Последующие композиции отличаются по тематике: здесь и песня о вуайеристе, и «псевдоматросская» композиция. Помимо сюрреалистических мотивов, затрагиваются и вполне актуальные темы, например, осуждается узаконенная торговля наркотиками со стороны фармацевтических компаний. Завершается альбом эпическим инструментальным финалом «There’s No Underwear In Space».
В отличие от многих альбомов психоделического рока, выглядящих стилизацией под ретро, «Monolith of Phobos» был признан критиками ярким и своеобразным альбомом, плодом сотрудничества блестящих музыкантов.